# Флаффер
Фла́ффер — в порнобизнесе человек, обязанностью которого является поддерживать возбуждённое состояние актёров и обеспечивать длящуюся эрекцию.
После того, как ракурс для съёмки найден, флаффер удерживает актёров в возбуждённом состоянии, в том числе он может использовать для этого такие приёмы, как фелляция и секс без проникновения.
Согласно некоторым порноактёрам, например, Авроре Сноу, Джеймсу Дину, и Кейрану Ли, флафферы более не востребованы в индустрии, и что возможно в прошлом эта профессия и существовала, однако такие медицинские достижения как виагра свели на нет необходимость в них. Но если верить порноактрисе Сабрине Дип (Sabrina Deep), они есть и оказывают большое влияние на процесс съёмок. Хантер Скотт, работавший флаффером, в интервью сказал, что «флафферы используются только для съёмок в жанре гэнгбэнг и буккакэ, но не для обычного порно».

## В культуре
В видеоигре 1998 года Fallout 2 игрок может стать флаффером.
В фильме 2001 года Подсос флафферы — основная тема сюжета.
The Fluffer — короткометражная (4 минуты) комедия 2003-го.
В 2003 четвёртый эпизод телесериала Части тела упоминает флаффера, с которым взаимодействует главный герой.
Так называется эпизод New Girl.
Термин используется в недвижимости, означая человека, снимающего на фото и видео дома для продажи и того, кто готовит их к продаже, приводя в надлежащий вид, чтобы показать товар лицом.